# Sophie en Co
Sophie en Co is het zeventiende album in de Sophie-reeks. Het album bevat zes kortverhalen die allemaal zijn verschenen in Robbedoes. Het werd in 1984 door Dupuis uitgegeven.

## Hier, die rivier…
Dit verhaal van 6 pagina's is gepubliceerd in Robbedoes nummer 2244 (1981).

### Personages
- Sophie
- Starter
- Pieters
- Flesser
- Baas van Flesser

### Verhaal
Op een zonnige dag maakt Sophie samen met Starter en Pieters een tochtje met een roeibootje op de rivier. Op een gegeven moment zien ze hoe vissen op en neer springen alsof ze de hik hebben. Een van de vissen vliegt tegen Pieters aan die hierdoor in het water valt. Als hij weer boven komt, is hij heel vrolijk. Hij zegt lallend dat Starter en Sophie zuurpruimen zijn. Hij zwemt naar de oever. Hij is duidelijk stomdronken. Sophie en Starter veronderstellen dat er iets met het water is. Ze ruiken aan het water en merken dat het stinkt. Starter denkt dat het vervuild is met alcohol. Pieters is ondertussen bij een hutje vlak bij de rivier aangekomen, denkend dat het een kroeg is. Het is echter een illegale stokerij van alcohol waar ze het afval de rivier in lozen. De twee stokers zijn echter zelf meer dronken dan nuchter. Een van hen, Flesser, ziet steeds een vliegend roze olifantje dat trompet speelt. De andere is Flessers baas en heeft het steeds over een trommelspelende kangoeroe die op een eenwieler rijdt. Als Pieters binnenkomt, vraagt hij om een limonade. De stokers denken dat Pieters een agent is die doet alsof hij dronken is. De mannen geven hem meer alcohol zodat hij not zatter wordt. Ze willen hem in de rivier dumpen. Gelukkig hebben Sophie en Starter alles van buitenaf gezien. Ze gaan naar binnen en slagen erin om de stokers te lokken. Flesser is eerst aan de beurt gelokt door trompetgeluiden gemaakt door Sophie. Flesser denkt dat het dat trompetspelende roze olifantje is en gaat erop af, waarna Starter hem een slag verkoopt met een stok. De baas van Flesser ondergaat hierna hetzelfde lot als Sophie trommelgeluiden maakt. De boeven worden naar de politie gebracht. Pieters zal thuis zijn roes moeten uitslapen.

## De Rolls uit '38…
Dit verhaal van 11 pagina's is gepubliceerd in Robbedoes nummer 2317 (1982). 

### Personages
- Sophie
- Starter
- Pieters
- Mijnheer Goldfisher
- Bangkrak

### Verhaal
Sophie is op bezoek bij Starter en Pieters. Terwijl Sophie en Starter een potje dammen, Gaat de telefoon. Pieters neemt op. Hij denkt eerst dat het iemand is die hem voor de gek wil houden. Hij geeft de telefoon door aan Starter. Ook hij denkt dat het een vriend is die hem een poets wil bakken. Het blijkt echter mijnheer Goldfisher te zijn, productiechef van filmmaatschappij Micro-Gwendolyn-Master. Het heerschap zegt dat hij onmiddellijk naar hen toekomst. Starter vindt dat ze zo een gewichtige man moeilijk in jeans en T-shirt kunnen ontvangen. Starter en Pieters trekken daarom een net pak aan. Als mijnheer Goldfisher komt, blijkt deze heel gewone kleding te dragen. Hij draagt naast een hemd en jeans ook een cowboyhoed, zonnebril, laarzen en een sigaar. Als Starter hem een drankje aanbiedt, vraagt Goldfisher om een Bourgogne met munt en ketchup. Sophie zorgt hiervoor. Goldfisher vraagt Starter of hij de rol van stuntman in zijn volgende film op zich wil nemen. Zijn gebruikelijke stuntman Bangkrak heeft zijn voet gebroken en kan de job dus niet doen. Bangkrak heeft Starter aanbevolen omdat hij een uitstekende chauffeur is. Starter en Sophie kennen Bangkrak nog van hun avonturen met de gegapte motor en Donald Mac Donald. Starter wil eerst weten wat hij moet doen voor hij de job aanvaardt. Goldfisher vertelt Starter dat hij een Rolls Royce uit 1938 na een spectaculaire slippartij tegen een plastieken plataan moet stuk rijden. Starter weigert om zo een prachtige wagen te vernielen. Sophie heeft echter een idee waarmee Starter zich wel tevreden kan stellen. Starter legt dit idee voor aan Goldfisher. Zij zullen een wagen bouwen die als twee druppels water lijkt op de Rolls van Goldfisher. Hij zal die dan in de prak rijden en wil na die job de Rolls van Goldfisher hebben. Goldfisher gaat akkoord met deze voorwaarde. Nadat Goldfisher de vrienden zijn zwarte Rolls heeft getoond en Starter de contracten heeft laten tekenen, gaan de vrienden meteen aan de slag. De komende drie weken zoeken ze onderdelen bij elkaar waarvan ze een auto bouwen die echt een kopie wordt van de Rolls van Goldfisher. Sophie is wellicht nog het meest opgelucht als de auto klaar is. Ze heeft immers afgezien van het voortdurende gekibbel tussen Pieters en Starter bij het bouwen van de auto. Als de dag uiteindelijk is gekomen, krijgt Starter nog instructies van Bangkrak. met een minimu aan bescherming neemt Starter plaats in de nagebouwde Rolls. Sophie en Pieters kijken bang toe. Starter vervult zijn rol echter schitterend. Hoewel de klap zwaar is, is hij niet gewond enkel flink dooreen geschud. zoals beloofd krijgt hij de Rolls van Goldfisher. Goldfisher feliciteert Starter en zegt hem dat hij de cheque en zijn namaak-Rolls wel heeft verdiend. Starter en Pieters worden gek als de Rolls van Goldfisher ook namaak blijkt te zijn. De filmmaker had hen dat willen vertellen, maar ze lieten hem nooit uitspreken. Als Starter met Pieters en Sophie naar huis rijdt, is hij nog steeds boos om al dat werk dat ze voor niets hadden gedaan. Als twee mannen hen voor snobs uitmaken als ze voor het rode licht staan, barsten de vrienden in lachen uit. Zo een Rolls is inderdaad niks voor hun, maar het blijft toch een leuke herinnering. Sophie roept de mannen toe dat het geen echte Rolls is maar een uit Arabië ingevoerde Fata Morgana.

### Trivia
Micro-Gwendolyn-Master is wellicht geïnspireerd op de vroegere filmstudio Metro-Goldwyn-Mayer, oftewel afgekort MGM. Dit verhaal kenmerkt ook het laatste optreden van Starter in de Sophie-reeks. Pieters en Zoef zullen nog kortstondig opduiken in het volgende album Don Giovanni.

## 'n Er Vandoortje
Dit verhaal van 9 pagina's is gepubliceerd in Robbedoes nummer 1986 (1976).

### Personages
- Sophie
- Bertje
- Ernest Snoek
- Doortje
- Harrie

### Verhaal
Sophie en Bertje zijn op bezoek bij Ernest Snoek, de visexpert. Terwijl hij een sterk verhaal aan het vertellen is aan de kinderen, stoot hij in zijn enthousiasme de koffiepot om. De koffie valt in het aquarium van Doortje, een piranha die Ernest heeft gekruist met een vliegende vis. Doortje vliegt uit haar aquarium, bijt Ernest in zijn vinger en gaat ervandoor. Ernest begrijpt het niet, Doortje is anders altijd braaf en bovendien vegetarisch geworden. Sophie zegt dat het door de sterke koffie komt, waardoor het beestje opgejut is geraakt. Nadat Sophie de vinger van Ernest heeft verzorgd, gaat het drietal op zoek naar Doortje voor ze zou gaan uitdrogen, want ze is naar buiten gevlogen. Ze gaan met een vrachtwagen die gevuld is met zeewater, want ze nemen ook Harrie, de vliegende haai, mee. Doortje is inmiddels beland bij het stamcafé van de plaatselijke hengelclub. Ze bijt hier in mening vinger. Ze gaat verder zuurstof en vocht halend uit ieder beetje water dat ze tegen komt. Een handelaar in vis, een opzetter van dieren alsook een aanplakker van reclameaffiches over vis ontsnappen niet aan haar toorn. Als ze dan weer komt bij de vissersclub, staan de hengelaars al klaar met een schepnet om haar te vangen. Doortje bijt met haar scherpe tanden de houten stelen door. Als een man met een schepnet met stalen steel de piranha probeert te vangen, komt Harrie tussenbeide. De vliegende haai doet iedereen van grote schrik weglopen. De ongehoorzame piranha gaat weer met haar meester mee. Voortaan zal ze er niet meer vandoor gaan, althans dit is de bedoeling.

## Het feest...
Dit verhaal van 6 pagina's is gepubliceerd in Robbedoes nummer 2125 (1979).

### Personages
- Sophie
- Pieters
- Oscar Grijpstuiver
- struise boef

### Verhaal
Mijnheer Grijpstuiver maakt zich klaar om zijn naamfeest "Sint-Oscar" te vieren. Voor zijn vrekkige aard is hij uitbundiger dan andere dagen door een kaars aan te steken in zijn lege televisietoestel waarop hij een foto van zichzelf heeft geplakt. Op deze foto rookt hij een sigaar, een sigaar die hij al 20 jaar lang rookt. Dit is voor hem als film kijken met zichzelf in de hoofdrol. Hij heeft zich een volle pollepel soep ingeschonken. Deze eet hij met een vork met slechts twee tanden zodat zijn vals gebit minder snel zal slijten en hij ook sneller genoeg heeft. Dan roept iemand luidkeels "pang pang pang". Dit is het teken dat er iemand aan de deur staat, want op de voordeur hangt immers een briefje waarbij de bezoeker vriendelijk wordt verzocht zachtjes de met zakdoek verbonden klopper te gebruiken terwijl hij driemaal "pang" roept. Een bel heeft Grijpstuiver immers niet, want dat is te duur. Tegen zijn zin staat hij op en gaat naar de deur. Hij vraagt aan de persoon aan de andere kant om zijn identiteitspapieren onder de deur te schuiven. De bezoeker, een struise man, doet dit. Grijpstuiver leest op de papieren dat het om een politieagent gaat. Hij schuift de vele grendels en scharnieren van zijn deur weg en opent de deur. De man had echter valse documenten voorgelegd en duwt een pistool tegen de neus van Grijpstuiver. De boef gebiedt Grijpstuiver zijn brandkast te tonen. Grijpstuiver zegt dat hij geen brandkast heeft en dat deze toch leeg is. De boef slaat Grijpstuiver neer met een stok. Hij vindt al snel de brandkast en draagt deze op zijn rug naar buiten. De boef is ervan overtuigd dat erg geld in moet zitten, want de kast weegt zwaar. Als hij de brandkast in zijn grijze bestelwagen heeft geladen, rijdt hij traag weg om geen argwaan te wekken. Grijpstuiver is al snel weer bij zijn positieven dankzij zijn kogelvrije hoed die hij op het moment van de slag op zijn hoofd droeg, waardoor de klap niet zo hard was aangekomen. Hij rent de straat op en roept om de politie, de echte politie waar men zich blauw aan belastingen voor betaalt. Sophie en Pieters rijdend in een rode auto zien de oude gierigaard en stoppen. Sophie vraagt de vrek wat er aan de hand is. Grijpstuiver vertelt hen snel dat hij is beroofd. De vrienden nemen Grijpstuiver mee en zetten de achtervolging in op de boef. Als ze bij diens schuilplaats komen, rent Grijpstuiver meteen naar buiten. Hij heeft in het tuintje van de bandiet veldsla zien staan. Hij plukt een hele sla en vraagt Pieters of hij deze zo lang in de auto mag bewaren omdat hij hier een hele maand van kan smullen. Terwijl de gierigaard in de auto blijft wachten, gaan Pieters en Sophie het huis van de boef binnen. Al snel hebben ze de kamer gevonden waar de boef poogt om de brandkast te openen. Ze vragen zich af wat ze moeten doen: binnenvallen of de hulp inroepen van de politie. Plotseling klinkt er een geweldige knal, waarna de boef door de gesloten deur heen vliegt. De boef versuft van deze klap, loopt nog even zwalpend rond en valt ten slotte bewusteloos neer op de trap. Grijpstuiver is gelukkig omdat hij zijn brandkast terug heeft. Zijn brandkast fungeert immers als provisiekast voor zijn maandelijkse portie soep die wordt beschermd door een kanon dat afgaat als boeven deze proberen te stelen.

## Warme schoenen ...
Dit verhaal van 6 pagina's is gepubliceerd in Robbedoes nummer 2229 (1981).

### Personages
- Sophie
- Bertje
- Mijnheer Grijpstuiver
- Mijnheer Poenpeuter
- Willem
- Ferdinand
- Fred

### Verhaal
Sophie en Bertje wandelen door de besneeuwde straten. Mensen hebben veel last van ijzel. Sophie en Bertje zien een trotse mijnheer Grijpstuiver zonder probleem door sneeuw en ijzel stappen. Iedere keer als hij zijn voeten neerzet op de grond, maakt dit een sissend geluid. Als Sophie hem vraagt hoe dat komt, vertelt Grijpstuiver dat het anti-slipschoenen zijn die hij uitgevonden heeft. Het zijn massieve metalen schoenen die verwarmd worden door weerstandjes die stroom krijgen van een sterke batterij die is ingebouwd in een tas die hij op zijn rug draagt. Op die manier kan hij sneeuw en ijs laten smelten. Hij ziet zich al miljoenen verdienen en de schoenenmarkt wereldwijd beheersen. Sophie en Bertje zien hoe mijnheer Poenpeuter zijn concurrent Grijpstuiver jaloers nakijkt. Ze voelen meteen aan dat die iets gemeens in zijn schild voert. Poenpeuter gaat naar café "De Beurs" waar hij op zoek gaat naar een telefoon. Sophie en Bertje volgen hem en luisteren het telefoongesprek van Poenpeuter af. Hij belt een zware jongen genaamd Fred die hij beveelt om onmiddellijk naar hem toe te komen. Als Fred Poenpeuter ontmoet, draagt deze hem op om de anti-slipschoenen van Grijpstuiver afhandig te maken. Fred doet het met tegenzin, maar hij heeft geld nodig. Hij gaat achter Grijpstuiver aan. Fred wordt op zijn beurt op een afstand gevolgd door Sophie en Bertje. Als Fred Grijpstuiver een klein steegje ziet binnengaan, loopt hij op hem af en slaat hem neer met een stok. Als hij de schoenen van de vrek wil uittrekken, verbrandt hij echter zijn handen. Vervolgens wordt hij bekogeld met sneeuwballen door Sophie en Bertje. Deze komen hard aan omdat Bertje er keien in heeft gestopt. Fred kiest al gauw de benen. De kinderen helpen de onfortuinlijke Grijpstuiver opstaan. Ze vertellen hem dat Poenpeuter achter de aanslag zit die hij in café "De Beurs" kan vinden. Boos gaat Grijpstuiver naar het café om zijn concurrent een flinke saus te geven. Van die gelegenheid maken Sophie en Bertje gebruik om de voetbal te gaan terughalen die Grijpstuiver eens ooit had afgepakt. Het verhaal wordt ook opgefleurd met de verstrooide ober Willem die door verschillende mensen steeds een andere naam krijgt toebedeeld, waardoor hij zichzelf afvraagt hoe hij echt heet. Gelukkig weet zijn collega Ferdinand het wel zeker.

## Een hondebaan
Dit verhaal van 6 pagina's is gepubliceerd in Robbedoes nummer 2388 (1984).

### Personages
- Sophie
- Ernest Snoek
- de praatotl
- mijnheer Crik
- mijnheer Vestibule
- mijnheer Krokker

### Verhaal
Sophie is op bezoek bij Ernest Snoek, de ichtyoloog. Deze krijgt bezoek van een inspecteur van het C.R.I.K., het centrum voor recuperatieve inspanningen van de kleine man. Hij wil hondenbelasting komen innen omdat Ernests buren hondengeblaf hebben gehoord. Ernest zegt dat hij helemaal geen hond heeft. Mijnheer Crik voert zijn waterdichte test uit door te miauwen, hetgeen wordt beantwoord door geblaf. Hij gaat meteen het huis in en gaat op zoek naar een hond. Hij vindt enkel een vis en een papegaai. Als hij geblaf hoort uit een suikerpotje wordt hij niet goed. Hij besluit om deze vreemde zaak over te dragen aan zijn collega's van het S.D.O.M., de speciale dienst ter ontmoediging der mensheid. Dat geblaf uit de suikerpot werd veroorzaakt door de papegaai. Dit is de praatotl uit het verhaal Sophie en de praatotl. De papegaai kan naast buikspreken ook de illusie wekken dat het geluid uit levende wezens of voorwerpen uit zijn buurt komt. Al snel krijgen Ernest en Sophie twee heren van het S.D.O.M. over de vloer. Het zijn de lange magere heer Vestibule en zijn korte dikke adjunct Krokker. Door toedoen van de illusie die de praatotl wekt door verschillende voorwerpen te laten praten, worden de controleurs helemaal gek. Ook Sophie, Doortje de vliegende piranha en Harrie de vliegende haai leveren hun bijdrage zodat de heren uiteindelijk de benen nemen.

### Trivia
De praatotl wordt in het verhaal de parlotl genoemd. Het is niet geheel duidelijk hoe de papegaai bij Ernest terecht is gekomen. Wellicht heeft hij de vogel gekocht van de winkelier uit het verhaal Sophie en de praatotl.